# Mantaro-floden
Mantaro-floden (spansk: Río Mantaro) er en 724 km biflod til Amazonfloden, beliggende i det centrale Peru.
10°55′17″S 76°16′43″V / 10.9214°S 76.2786°V